# Aleksandar iz Tralesa
Aleksandar iz Tralesa (starogrčki: Ἀλέξανδρος, latinski: Alexander Trallianus: oko 525. – 605.) bio je vrlo ugledan bizantski liječnik u kasnoantičkom svijetu te napisao Dvanaest knjiga o medicini. Poznat je po tome što je prvi iznio zamisao da melankolija (depresija) može potaknuti i samoubojstva i ubojstva. Njegovo djelo, koje je napisao u dubokoj starosti, odaje vjerovanje u ljekovitu moć amuleta. 